# بانک فرست هوریزون
بانک فرست هوریزون (انگلیسی: First Horizon Bank) یا شرکت فرست هورایزن (First Horizon Corporation)، که پیشتر با نام فرست تنسی بانک (First Tennessee Bank) شناخته می‌شد، یک شرکت خدمات مالی است که در سال ۱۸۶۴ تأسیس شده و مقر آن در ممفیس، تنسی قرار دارد. این شرکت از طریق شرکت تابعه بانکی خود، فرست هورایزن بانک، خدمات مالی را از طریق شعب خود در ۱۲ ایالت در سراسر جنوب شرقی ایالات متحده ارائه می‌دهد؛ منطقه‌ای که در آن چهارمین بانک منطقه‌ای بزرگ محسوب می‌شود.
در نوامبر ۲۰۱۹، شرکت فرست هورایزن و شرکت ایبریا بانک (IberiaBank Corporation) برای ادغام به توافق رسیدند و این ادغام در ژوئیه ۲۰۲۰ نهایی شد. بانک ادغام‌شده در ممفیس، تنسی مستقر است و از نام فرست هورایزن استفاده می‌کند.
این بانک در جریان ورشکستگی ۲۰۲۳ بانک‌های ایالات متحده، که در آن چندین بانک منطقه‌ای در سراسر ایالات متحده و همچنین مؤسسه سوئیسی کردیت سوئیس همگی سقوط کردند و خریداری شدند، توجه ملی را به خود جلب کرد. قیمت سهام فرست هورایزن پس از لغو ادغام با تورنتو-دومینیون بانک و همچنین سقوط فرست ریپابلیک بنک در سان فرانسیسکو، شروع به سقوط کرد.

## تاریخچه
فرانک اس. دیویس (Frank S. Davis) پس از تصویب قانون بانکداری ملی در سال ۱۸۶۳، اولین بانک دارای منشور ملی در ممفیس، یعنی فرست نشنال بانک (First National Bank) را تأسیس کرد. اگرچه این شهر پس از تصرف توسط نیروهای اتحادیه در طول جنگ داخلی تحت حکومت نظامی قرار داشت، فرست نشنال بانک ممفیس رسماً در ۲۵ مارس ۱۸۶۴، در طول جنگ داخلی آمریکا، برای تجارت منشور دریافت کرد.
این بانک در سال ۱۸۹۵، ژرمن بانک (German Bank) را خریداری کرد. فرست نشنال یکی از پنج بانکی بود که در دوازده منطقه برای اجرای قانون رزرو فدرال در سال ۱۹۱۳ کمک کرد و در سال ۱۹۱۴، این بانک در سازماندهی بانک رزرو فدرال سنت لوئیس مشارکت داشت. این بانک در سال ۱۹۲۶ با سنترال-استیت نشنال بانک (Central-State National Bank) ادغام شد. بانک ادغام‌شده نام و منشور فرست نشنال را حفظ کرد، اما توسط تیم مدیریت سنترال-استیت رهبری می‌شد.
در سال ۱۹۴۲، این بانک اولین شعبه حومه‌نشین خود را افتتاح کرد و تا سال ۱۹۵۲، فرست نشنال دارای هفت دفتر بود. در سال ۱۹۶۱، ساخت یک برج ۲۵ طبقه اعلام شد. تا سال ۱۹۶۷، فرست نشنال بزرگ‌ترین بانک در منطقه مید-ساوث (Mid-South) بود. یک شرکت هلدینگ به نام فرست نشنال هلدینگ کورپوریشن (First National Holding Corporation) در سال ۱۹۶۹ ایجاد شد. دو سال بعد، به دلیل اینکه رهبری قصد داشت بانک‌های دیگری را نیز خریداری کند، این شرکت به فرست تنسی نشنال کورپوریشن (First Tennessee National Corporation) تغییر نام داد. این شرکت در سال ۱۹۷۲ پنج بانک را خریداری کرد و نام آنها را به فرست تنسی بانک تغییر داد. (آلن بی. مورگان در سال ۱۹۶۰ به عنوان رئیس، در سال ۱۹۶۷ به عنوان مدیرعامل و در سال ۱۹۶۹ به عنوان رئیس هیئت مدیره منصوب شد و در سال ۱۹۷۳ بازنشسته شد) در سال ۱۹۷۷، فرست نشنال نیز به فرست تنسی بانک تغییر نام داد.
در دهه ۱۹۸۰، این شرکت فعالیت خود را به کارگزاری وام مسکن، صدور وام مسکن و بیمه گسترش داد. در سال ۱۹۸۱، فرست اکسپرس (First Express) اولین سرویس ملی تسویه چک شد و فرست تنسی از سال بعد خدمات کارگزاری را ارائه کرد.
در سال ۱۹۹۳، این بانک ام‌ان‌سی مورگیج (MNC Mortgage) را خریداری کرد.
در سال ۱۹۹۴، این بانک شرکت پیپلز کامرشال سرویسز (Peoples Commercial Services Corporation) را خریداری کرد.
در سال ۱۹۹۵، با خرید مریلند نشنال مورگیج کورپوریشن (Maryland National Mortgage Corporation) و اس‌ان‌ام‌سی منجمنت کورپوریشن (SNMC Management Corporation)، فرست تنسی با ۶ میلیارد دلار صدور وام مسکن، یکی از ۱۰ صادرکننده بزرگ وام مسکن در کشور بود.
در سال ۱۹۹۹، این بانک برای بازتاب تنوع فعالیت‌های خود، شعار «همه چیز مالی» را برگزید.
در سال ۲۰۰۴، این شرکت برای بازتاب رشد بین ایالتی خود، نام خود را به فرست هورایزن نشنال کورپوریشن (First Horizon National Corporation) تغییر داد.
در ماه مه ۲۰۰۷، این شرکت ریپابلیک مورگیج (Republic Mortgage) مستقر در لاس وگاس را خریداری کرد.
در سپتامبر ۲۰۰۷، این شرکت ۳۴ شعبه خود را در خارج از تنسی فروخت، از جمله ۱۳ شعبه به ام‌اندتی بانک (M&T Bank)، ۱۰ شعبه به استرلینگ بانک (Sterling Bank)، ۹ شعبه به فیفت ثرد (Fifth Third) و ۲ شعبه به اف‌ام‌سی‌بی هلدینگز (FMCB Holdings).
در ژوئن ۲۰۰۸، این شرکت تجارت صدور و خدمات وام مسکن خود را به مت‌لایف (Metlife) فروخت.
در نوامبر ۲۰۰۸، وزارت خزانه‌داری ایالات متحده به عنوان بخشی از برنامه تسهیل دارایی‌های مشکل‌دار (Troubled Asset Relief Program)، ۸۶۶ میلیون دلار در این شرکت سرمایه‌گذاری کرد و در دسامبر ۲۰۱۰، این شرکت این سرمایه‌گذاری را از خزانه‌داری بازخرید کرد.
در طول دهه ۲۰۱۰، فرست هورایزن سه بانک منطقه‌ای را خریداری کرد که اولین مورد آن در سال ۲۰۱۳ با خرید بانک ورشکسته ماونتن نشنال بانک (Mountain National Bank) آغاز شد. در سال ۲۰۱۵، فرست هورایزن تراست آتلانتیک (TrustAtlantic) و در سال ۲۰۱۷ کپیتال بانک فایننشال (Capital Bank Financial) را خریداری کرد. در سال ۲۰۱۹، فرست هورایزن با ایبریا بانک ادغام شد و بانکی با ۷۹ میلیارد دلار دارایی و ۵۸ میلیارد دلار وام ایجاد کرد. همچنین در سال ۲۰۱۹، فرست هورایزن اعلام کرد که قصد دارد تمام خدمات خود را تحت نام واحد فرست هورایزن تغییر نام دهد. این تغییر که شامل فرست تنسی بانک، کپیتال بانک، اف‌تی‌بی ادوایزرز (FTB Advisors) و اف‌تی‌ان فایننشال (FTN Financial) می‌شد، در پایان وقت اداری ۲۵ اکتبر ۲۰۱۹ اجرایی شد و انتظار می‌رفت تغییرات تابلویی در تمام این دارایی‌ها تا اوایل سال ۲۰۲۰ تکمیل شود.
در ۲۸ فوریه ۲۰۲۲، گروه تی‌دی بانک (TD Bank Group) مستقر در تورنتو اعلام کرد که شرکت فرست هورایزن را در یک معامله تمام نقدی به ارزش ۱۳٫۴ میلیارد دلار خریداری خواهد کرد که دومین معامله بزرگ بانکی در تاریخ اخیر ایالات متحده محسوب می‌شد. در ۴ مه ۲۰۲۳، این شرکت‌ها اعلام کردند که این خرید به دلیل ابهامات نظارتی انجام نخواهد شد و تی‌دی در مجموع ۲۲۵ میلیون دلار به عنوان هزینه فسخ قرارداد به فرست هورایزن پرداخت خواهد کرد. لغو این ادغام در همان هفته سقوط و خرید فرست ریپابلیک بانک توسط جی‌پی مورگان چیس رخ داد و شکست‌های مالی این بانک به عنوان بخشی از بحران بانکی سال ۲۰۲۳ تلقی می‌شود. گزارش‌های مربوط به لغو ادغام فرست هورایزن همزمان با خبر تلاش برای نجات مالی پک‌وست بنکورپ (PacWest Bancorp) منتشر شد.